# María de Grecia
María de Grecia (en griego moderno: Μαρία της Ελλάδας; Atenas, 3 de marzo de 1876-Psykhikó, 14 de diciembre de 1940) fue una princesa de Grecia y de Dinamarca por nacimiento, y gran duquesa de Rusia por su matrimonio.

## Biografía
Era la quinta hija del rey Jorge I de Grecia (1845-1913) y de su esposa, la gran duquesa de Rusia y reina Olga Constantínovna (1851-1926). En la intimidad, era llamada Minnie por su familia.
Se casó el 12 de mayo de 1900 en Corfú con el gran duque Jorge Mijáilovich de Rusia, que era primo hermano de su madre, la reina Olga. Jorge se adelantó al príncipe Alejandro de Serbia, que se disponía también a pedir la mano de María, pero no lo tuvo fácil, ya que ella lo rechazó en varias ocasiones y pasaron cinco años hasta que consiguió que se casara con él. María fue presionada tanto que al final aceptó. En diez días se preparó la boda.
El matrimonio se instaló en el palacio del gran duque Miguel, padre de Jorge, en San Petersburgo, aunque tenían otra propiedad en el Cáucaso y una villa en Crimea.
Tuvieron dos hijas: Nina (1901-1974) y Xenia (1903-1965).
Estando en María en Inglaterra con sus dos hijas, estalló la Primera Guerra Mundial, mientras Jorge estaba en Rusia. Tres años después tuvo lugar la Revolución rusa (1917) y Jorge fue arrestado y enviado al exilio en Vólogda, donde permaneció encarcelado.
María pasó bastantes apuros económicos en Londres, a pesar de contar con el apoyo de la familia real británica. Intentó conseguir la libertad de su esposo y otros familiares con 50.000 libras esterlinas, pero Jorge fue fusilado el 30 de enero de 1919. La gran duquesa decidió volver a Grecia con su familia, prometiendo casarse con el primer griego que se le cruzase. En el barco en el que viajaba hacia Grecia, conoció al comandante del mismo, el griego Pericles Ioannidis (1881-1965), y con él se casó en diciembre de 1922 en la ciudad de Wiesbaden (Alemania).
Debido a los numerosos exilios de la familia real griega, el matrimonio vivió entre Atenas, Londres y Roma. A las hijas de María no les gustaba nada Pericles, por lo que se distanciaron de su madre.
El 14 de diciembre de 1940, la princesa murió de un ataque al corazón en Psykhikó. Los príncipes Pablo y Federica se habían ocupado de cuidarla al enfermar.
- Datos: Q232732
- Multimedia: Maria Georgievna of Russia / Q232732